# 伊萬尼夫卡 (新博里西夫卡市鎮)
47°11′5″N 29°56′11″E / 47.18472°N 29.93639°E
伊萬尼夫卡（烏克蘭語：Іванівка）是位於烏克蘭西南部的村莊，由敖德薩州羅茲季利納區的新博里西夫卡市鎮負責管轄。該村始建於1892年，面積0.32平方公里，海拔高度162米，2001年人口91，人口密度每平方公里288.89人。